# شوح فراسيري
شوح فراسيري (الاسم العلمي:Abies fraseri) هو نوع من النباتات يتبع جنس الشوح من الفصيلة الصنوبرية.